# 鬼火

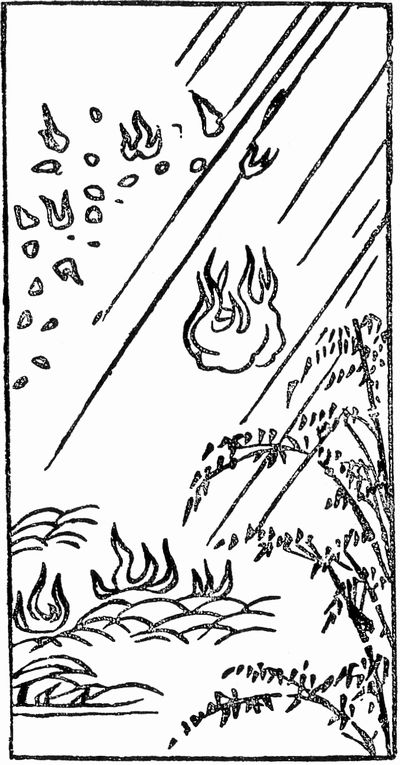
鬼火 （和漢三才図会）

鬼火（おにび）とは、日本各地に伝わる怪火（空中を浮遊する正体不明の火の玉）のことである。伝承上では一般に、人間や動物の死体から生じた霊、もしくは人間の怨念が火となって現れた姿と言われている。また、ウィルオウィスプ、ジャック・オー・ランタンといった怪火の日本語訳として「鬼火」の名が用いられることもある。

## 概要
江戸時代に記された『和漢三才図会』によれば、松明の火のような青い光であり、いくつにも散らばったり、いくつかの鬼火が集まったりし、生きている人間に近づいて精気を吸いとるとされる。また同図会の挿絵からは、大きさは直径2、3センチメートルから20,30センチメートルほど、地面から1,2メートル離れた空中に浮遊すると推察されている。根岸鎮衛による江戸時代の随筆『耳嚢』巻之十「鬼火の事」にも、箱根の山の上に現れた鬼火が、二つにわかれて飛び回り、再び集まり、さらにいくつにも分かれたといった逸話が述べられている。
外観は前述の青が一般的とされるが、青白、赤、黄色のものもある。

## 鬼火の種類

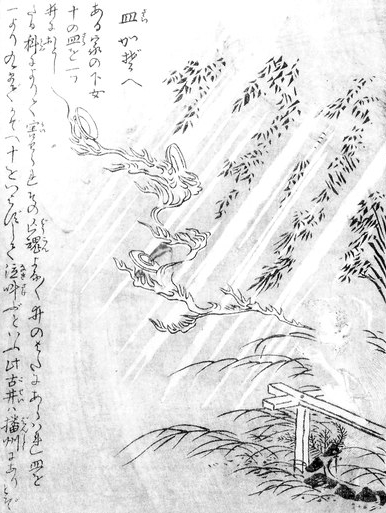
鳥山石燕 『今昔画図続百鬼』より「皿数え」

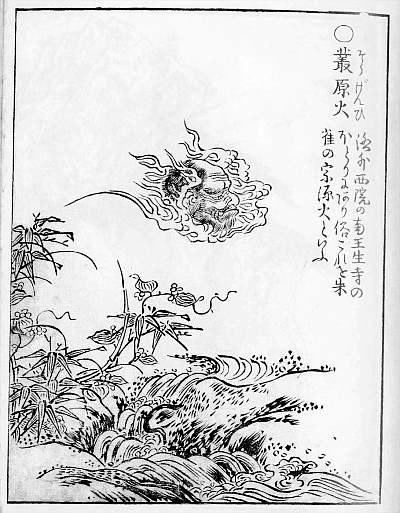
鳥山石燕 『画図百鬼夜行』より「叢原火」

鬼火の一種と考えられている怪火に、以下のようなものがある。
遊火（あそびび）
高知県高知市や三谷山で、城下や海上に現れるという鬼火。すぐ近くに現れたかと思えば、遠くへ飛び去ったり、また一つの炎がいくつにも分裂したかと思えば、再び一つにまとまったりする。特に人間に危害を及ぼすようなことはないという。
いげぼ
三重県度会郡での鬼火の呼称。
陰火（いんか）
夜間に寂しい場所等で青白く光るとされる火。
風玉（かぜだま）
岐阜県揖斐郡揖斐川町の鬼火。暴風雨が生じた際、球状の火となって現れる。大きさは器物の盆程度で、明るい光を放つ。明治30年の大風では、山からこの風玉が出没して何度も宙を漂っていたという。
皿数え（さらかぞえ）
鳥山石燕の『今昔画図続百鬼』にある怪火。怪談で知られる『皿屋敷』のお菊の霊が井戸の中から陰火となって現れ、皿を数える声が聞こえてくる様子を描いたもの。
叢原火、宗源火（そうげんび）
鳥山石燕の『画図百鬼夜行』にある京都の鬼火。かつて壬生寺地蔵堂で盗みを働いた僧侶が仏罰で鬼火になったものとされ、火の中には僧の苦悶の顔が浮かび上がっている。江戸時代の怪談集『新御伽婢子』にもこの名がある。
火魂（ひだま）
沖縄県の鬼火。普段は台所の裏の火消壷に住んでいるが、鳥のような姿となって空を飛び回り、物に火をつけるとされる。
渡柄杓（わたりびしゃく）
京都府北桑田郡知井村（のちの美山町、現・南丹市）の鬼火。山村に出没し、ふわふわと宙を漂う青白い火の玉。柄杓のような形と伝えられているが、実際に道具の柄杓に似ているわけではなく、火の玉が細長い尾を引く様子が柄杓に例えられているとされる。
狐火（きつねび）
様々な伝説を産んできた正体不明の怪光で、狐が咥えた骨が発光しているという説がある。水戸の更科公護は、川原付近で起きる光の屈折現象と説明している。狐火は、鬼火の一種とされる場合もある。
これらのほかにも、不知火、小右衛門火、じゃんじゃん火、天火といった怪火がある（詳細はリンク先を参照）。狐火もまた、鬼火の一種とみなす説があるが、厳密には鬼火とは異なるとする意見もある。

## 考察
まず、目撃証言の細部が一致していないことから考えて、鬼火とはいくつかの種類の怪光現象の総称（球電、セントエルモの火など）と考えられる。注目すべきは昔はそんなに珍しいものでもなかったという点である。
紀元前の中国では、「人間や動物の血から燐や鬼火が出る」と語られていた。当時の中国でいう「燐」は、ホタルの発光現象や、現在でいうところの摩擦電気も含まれており、後述する元素のリンを指す言葉ではない。
一方の日本では、前述の『和漢三才図会』の解説によれば、戦死した人間や馬、牛の血が地面に染み込み、長い年月の末に精霊へと変化したものとされていた。
『和漢三才図会』から1世紀後の19世紀以降の日本では、新井周吉の著書『不思議弁妄』を始めとして「埋葬された人の遺体の燐が鬼火となる」と語られるようになった。この解釈は1920年代頃まで支持されており、昭和以降の辞書でもそう記述されているものもある。
発光生物学者の神田左京はこれを、1696年にリンが発見され、そのリンが人体に含まれているとわかったことと、日本ではリンに「燐」の字があてられたこと、そして前述の中国での鬼火と燐の関係の示唆が混同された結果と推測している。つまり死体が分解される過程でリン酸中のリンが発光する現象だったと推測される。これで多くの鬼火について一応の説明がつくが、どう考えてもリンの発光説だけでは一致しない証言もかなり残る。
その後も、リン自体ではなくリン化水素のガス体が自然発火により燃えているという説、死体の分解に伴って発生するメタンが燃えているという説、同様に死体の分解で硫化水素が生じて鬼火の元になるとする説などが唱えられており、現代科学においては放電による一種のプラズマ現象によるものと定義づけられることが多い。雨の日に多いということでセントエルモの火（プラズマ現象）と説明する学者もいる。物理学者・大槻義彦もまた、こうした怪火の原因がプラズマによるものとする説を唱えている。
いずれの説も一長一短がある上、鬼火の伝承自体も前述のように様々であることから、鬼火のすべてをひとつの説で結論付けることは無理がある。

## その他
幽霊の出現に鬼火が伴う伝承は西欧にもあり、ドイツでは11月2日の万霊節の夜、寺院裏の墓場には多くの鬼火が燃えるとされる。これは幽霊達が長い行列を作って寺院へやって来た証拠とされ、子供の幽霊は白い肌着を着、「フラウ・ホッレ＝ホッレおばさん」に抱かれて参列しているのだとされる。墓場に出現する点から前述の腐食ガス説で一応は説明がつく。